# Energy München
Energy München ist ein privater Hörfunksender für München und Umgebung und gehört zur französischen NRJ Group. 

## Geschichte
Das Münchner Lokalradio wurde  1984 als einer der ersten Kabelkanal-Radiosender unter dem Namen Radio Xanadu gegründet und sendete ab 1988 auf eigener Frequenz. 1991 verpflichteten die Gesellschafter den von Bayern 3 abgewanderten Thomas Gottschalk als Programmdirektor, der eine Zeit lang auch die Morgensendung übernahm. Das Konzept wurde komplett überarbeitet. Unter dem neuen Namen Radio Xanadu Classic Rock wurde nur noch Rockmusik gespielt, kein Pop und keine deutschsprachige Musik. Dazu gab es anspruchsvolle redaktionelle Beiträge und Talksendungen. Der kommerzielle Erfolg blieb jedoch aus. Daraufhin wurden 1994 die Mehrheitsanteile an die NRJ-Group verkauft.
Energy ist in München und Umgebung auf dem DAB-Kanal 11C und der UKW-Frequenz 93,3 MHz zu empfangen, außerdem in ganz Oberbayern im Kabel.
Das Komikerduo Erkan & Stefan hatte mit einer Comedy-Show seine ersten Medienauftritte bei Energy München. Auch Michael Herbig hatte mit der Sendung Langemann und die Morgencrew eine Radioshow bei dem Sender.
Seit der Gründung hatte der Sender seinen Sitz im Bezirk Lehel. Am 11. Juli 2019 wurde erstmals aus den neuen Studios am Schwabinger Tor gesendet.